# حصار تريبوليتشا

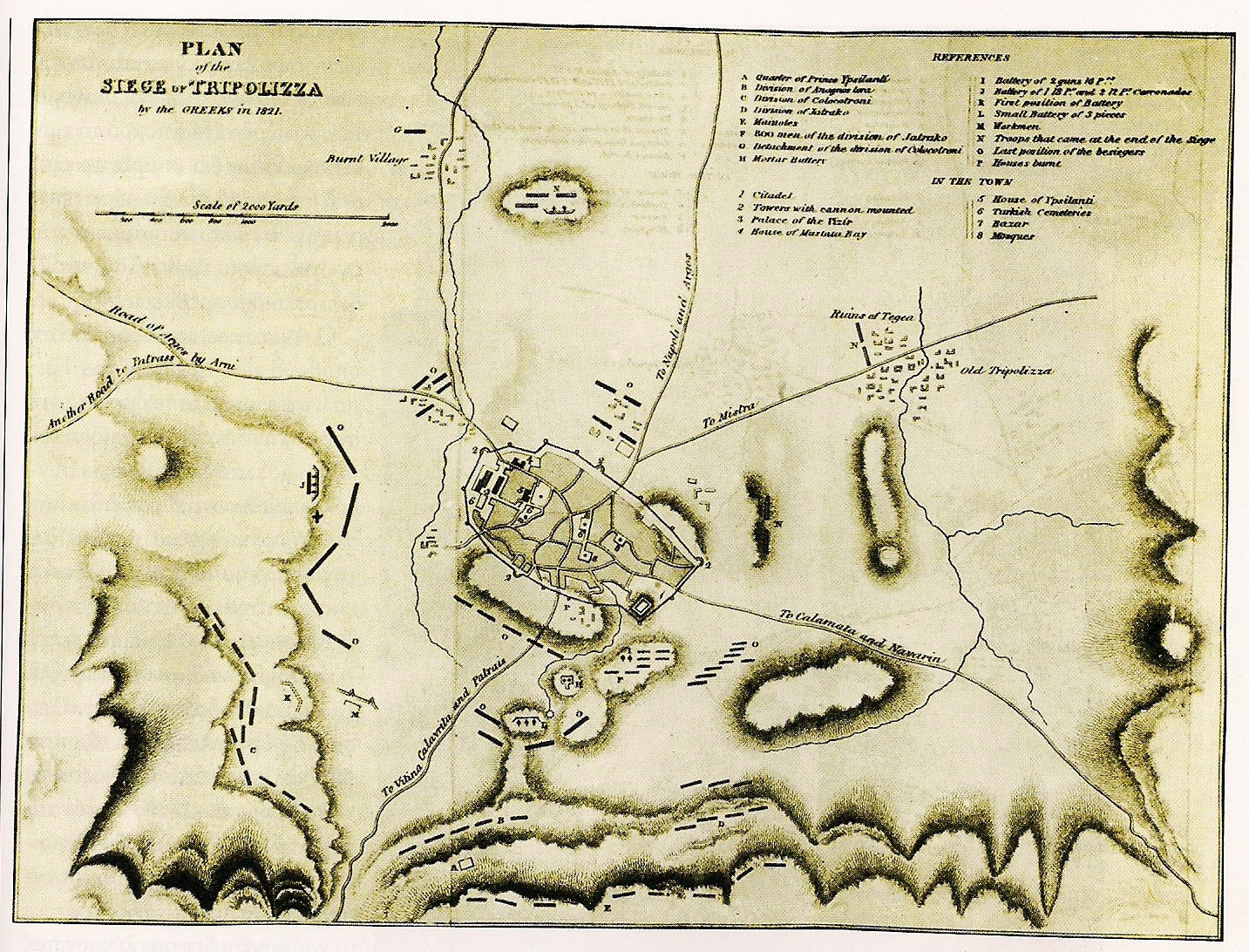
مخطط الحصار

حصار تريبوليتشا بالإنجليزية ( Siege of Tripolitsa) هو حصار فرضته القوات اليونانية الثائرة على مدينة تريبوليتشا الواقعة في قلب بيلوبونيز خلال الأشهر الأولى من حرب الاستقلال اليونانية سنة 1821م. انتهى الحصار في سبتمبر من نفس العام بسقوط المدينة ووقوع مذبحة كبرى راح ضحيتها آلاف من المسلمين واليهود.

## الخلفية
مع اندلاع الثورة اليونانية في مارس 1821، كانت تريبوليتشا من أكبر المراكز العثمانية في جنوب اليونان، وتضم آلاف المسلمين والإداريين والجنود العثمانيين. رأى الثوار أن السيطرة عليها ستشكل ضربة استراتيجية كبيرة للوجود العثماني في المنطقة.

## الحصار
بدأ الحصار في أبريل، وقاده الثائر اليوناني ثيودوروس كولوكوترونيس، حيث ضيّق الخناق على المدينة تدريجيًا. عانى السكان داخل المدينة من نقص الإمدادات، بينما استمر الحصار عدة أشهر دون أن تنجح محاولات العثمانيين لفك الطوق.

## اقتحام المدينة والمذبحة
في سبتمبر، سقطت المدينة بأيدي الثوار. ووقعت بعدها مذبحة كبيرة قُتل فيها الآلاف من سكان المدينة من المسلمين واليهود، وتراوحت التقديرات بين 8000 إلى 10000 قتيل. المذبحة وثّقتها عدة مصادر أوروبية، وكانت نقطة سوداء في بداية الثورة.

## النتائج
- سقوط أهم مركز عثماني في بيلوبونيز.
- رفع معنويات الثوار اليونانيين.
- تصاعد حدة النزاع وأخذ طابعًا عرقيًا وطائفيًا.

## في الثقافة
ذكرت المذبحة في عدة روايات ومراجع تاريخية على أنها أحد أبشع أحداث الثورة. وتبقى مثار جدل بين الروايات القومية اليونانية والتركية حتى اليوم.